# Infernó (képregény)
Az Infernó (eredeti címén: Inferno) egy crossover történet a Marvel Comics képregényeiben, mely 1988 és 1989-ben jelent meg több képregény kiadványban. A történet főszereplői az X-Men, az X-Faktor, az X-Terminátorok és az Új Mutánsok csapata, de a történések a Marvel Univerzum majd minden szereplőjére hatással vannak és közvetlenül vagy közvetetten érintettek. Magyarországon a történet tíz része jelent meg az X-Men és a Marvel Extra lapjain 1995 és 1996 között.

## Cselekmény
|  | Alább a cselekmény részletei következnek! |

### Démoni látogatók
A Limbó nevű zsebdimenzió két fődémona, N’astirh és S’ym átmeneti szövetséget köt, hogy Limbó uralkodóját, Varázst letaszítsák trónjáról és, hogy a Limbó démoni világát kiterjesszék a Földre. N’astirh ezért néhány szolgájával a Földre megy, hogy ott a szükséges varázslathoz összegyűjtsön tíz ártatlan mutáns csecsemőt. A Földön rejtekhelyül egy temetőt választ New Yorkban ahol a temetőőrt, Billyt démonná változtatja, hogy segítse őt tervei megvalósításában. Megbízza démonszolgáit, hogy keressenek csecsemőket, de mivel azoknak fogalmuk sincs hogyan nézhetnek ki az emberi csecsemők N’astirh azt mondja nekik, hogy olyanok mint amilyen Bill volt „csak kisebbek, nagy a fejük és kopaszak”.
A démonok elrabolják Artiet és Piócát kollégiumi szobájukból, akik annak ellenére, hogy kisebbek mint Bill, nagy a fejük és kopaszak, már nem csecsemők. Szobatársuk, az szintén ifjú mutáns, Taki megpróbálja megakadályozni a démonokat, de azok túlerőben vannak. Taki felhasználva technomorfikus képességeit átalakítja tolószékét egy mini repülőképpé és elindul, hogy segítséget kérjen az X-Faktor többi védencétől akik szintén egy közeli kollégiumban laknak. Bumm-Bumm, Skids és Rictor csatlakoznak hozzá, Rusty Collinst viszont egy börtönből kell kiszabadítaniuk.
Közben a démonok megérkeznek a temetőbe az elrabolt Artievel és Piócával. N’astirh tombolni kezd amiért szolgái ennyire hasznavehetetlenek, hiszen csecsemők helyett a két fiatal mutánst hoztak neki. Artienak sikerül üzenetet küldenie hollétéről barátainak egy pszionikus kivetítés formájában, de N’astirh rájön, hogy Pióca képességei kioltják a többi mutánsét, ezért összezárja kettőjüket. Ráadásul N’astirhnak a különböző varázslatok kivitelezése sokkal nehezebb a Földön, melynek fizikája, a Limbóval ellentétben nem a mágiára épül. Mellékesen felajánlja a két mutáns fiatalt annak a szolgájának táplálékul, aki talál rá módot, hogy a varázslatait felgyorsítsa.
A Rustyval kiegészült és immár magukat X-Terminátoroknak nevező kis csapat megkapja Artie üzenetet és New York felé veszik az irányt. Közben a démonok kezdenek valódi csecsemőket szállítani N’astirh részére. Mikor az X-Terminátorok megérkeznek New Yorkba az tapasztalják, hogy a város valahogy megváltozott. Szinte perzselő a forróság, az utcákon egyre több a szemét annak ellenére, hogy a szemetesautók már túlórában dolgoznak, és a tárgyak is kezdenek megelevenedni. Crotus, N’astirh egyik szolgája elrabolja Takit, mert úgy gondolja, hogy a fiatal mutáns technomorfikus képességei segíthetnek felgyorsítani gazdája mágiáját.

### Baljós jelek
Eközben Ausztráliában Vihar, az új főhadiszállásukon, amit korábban a Hiénáktól foglaltak el, a számítógép adatbankját tanulmányozza és felfedez egy nemrég készült fényképet, melyen az általuk halottnak hitt Jean Grey látható. Vihar azonnal Rozsomákhoz rohan aki beismeri, hogy tudott róla, hogy Jean életben van és, hogy már a „Mutáns mészárlás” során érezte a szagát a Morlockok alagútrendszerében. Alex egyre közelebb kerül Madelyne Pryorhoz, bátyja, Scott feleségéhez, akit az még korábban elhagyott az X-Faktor és Jean miatt. Madelyne szövetséget köt N’astirhal, hogy bosszút álljon a Martalócokon és hogy visszaszerezze a fiát. Madelyne lassan átváltozik a Koboldkirálynővé.
Ezalatt az X-Faktor csapata kettéválik; míg Bestia és Jégember New York utcáin szembesülnek az Infernó kezdeti jeleivel, addig Scott és Jean felkeresik azt a nebraskai árvaházat ahol Scott elrabolt fiát sejti. Ez az árvaház történetesen ugyanaz amelybe ő és öccse Alex került szüleik elvesztése után. Kiderül, hogy az árvaházban a legtöbb gyerek mutáns és hogy az alsó, titkos szinteken kísérletek folynak mutáns csecsemőkkel. Jeanben kezdenek feléledni elveszettnek hitt telepatikus képességei és megtalálják Scott fiát, Christophert. Ekkor érkezik meg Dadus és Árvagyártó, szintén azért, hogy kiszabadítsák a mutáns gyermekeket. Összecsapásuk közben N’astirh démonszolgái elrabolnak néhány mutáns csecsemőt, köztük Scott kisfiát is.
Madelyne haragból és féltékenységből felkeresi az eddig halottnak hitt Jean Grey sírját. Elpusztítja a sírkövet és bosszúból Jean szüleit démonokká változtatja. Megjelenik és N’astirh és a nebraskai árvaház titkos szintjére teleportálja magukat. Eközben Plazma a főhadiszállásuk számítógépe segítségével beméri a Martalócokat akik a „Mutáns mészárlás” után visszatértek az Utcába. Az X-Men csapata lecsap rájuk. Eközben Madelyne az árvaházban kutat fia után de helyette Mr. Sinisterrel találkozik, aki fogsága ejti őt, N’astirh pedig elszökik.
Magneto és a Pokoltűz Klub belső körének figyelmét sem kerülték el a furcsa események és megérkeznek a helyszínre. Az Új Mutánsok csapata megérkezik Limbóba amit Varázs a teleportációk alatt köztes megállóként szokott használni. Most azonban nem tud elteleportálni innen és S’ym démonai azonnal rátámadnak a csapatra. S’ym a harc során elveszi Varázs démonirtó lélekkardját, ami rá már nincs hatással, mivel techno-organikus lénnyé vált. Varázsnak sikerül a Limbón belül egy rejtekhelyre teleportálnia magát és a csapatot, de ott sem lehetnek sokáig biztonságban S’ym csatlósai elől. Kiderül, hogy Varázs nemcsak térben de időben is teleportálta őket Limbóban és tanúi voltak, amikor a hatéves Iljánát S’ym meg akarja ölni de N’astirh megakadályozza ebben. A jelenetet azonban nincs idejük végignézni, mivel S’ym démonai itt is rájuk találtak. Varázs tovább teleportálja őket. Ezúttal N’astirh rejtekhelyén érnek földet egy későbbi, de még mindig nem a megérkezésük idejébe, hanem valamivel korábbra. N’astirh „szeretetből” felajánlja segítségét Varázsnak, vagy ahogyan ő nevezi őt, a Sötét Gyermeknek. Cserébe csak azt kéri, hogy Varázs fogadja el sötét oldalát, és majd talán egy nap visszaérhet hozzá mint a menyasszonya. N’astirh elmondja neki, hogy Varázsban megvan az erő, hogy visszavigye barátait a Földre, csak fél azt használni. Csupán vissza kell szereznie lélekkardját, ami tulajdonképpen lelke sötét oldalának megtestesülése és használnia azt, nem pedig eltaszítani magától, ahogyan azt eddig tette. Varázs, más lehetőség híján beleegyezik és N’astirh S’ymhez teleportálja. Varázs a harc során megszerzi a lélekkardot és átváltozik a Sötét Gyermekké. Erejét felhasználva megnyitja a kaput a Földre, éppen a Times Square felett.

### Invázió
Eközben az X-Terminátorok rájönnek, hogy Artiet és Piócát valahol Queensben tartják fogva és elindulnak, hogy megmentsék őket de útjukat nehezíti, hogy az Infernó egyre jobban átformálja Manhattant. N’astirh Piócával és Aritevel zsarolja Takit, aki kénytelen elkészíteni egy számítógépet mely felgyorsítja N’astirh varázslatait. Az X-Terminátorok betörnek a kriptába, de a démonok túlerőben vannak és ők maguk is fogságba esnek. A Limbóban Varázs éppen ekkor nyitja meg az átjárót a Földre. Taki elindítja a mágia gyorsítására tervezett számítógépet N’astirh pedig utasítja démonait, hogy vigyék a mutáns csecsemőket a nyíló kapu helyszínére és az égen a tíz csecsemőt egy pentagram tíz pontjára helyezzék. Ezáltal Varázs képtelen becsukni az általa megnyitott kaput és démonok ezrei hullanak Manhattanre. Ekkor érkezik meg New Yorkba Küklopsz és Jean. A nyíló kapuból kicsapó villámok egyike eltalálja repülőgépüket és az lezuhan, de nekik még időben sikerül kiszállniuk a gépből. Nem sokkal később rátalálnak Bestiára, Jégemberre valamint Angyalra és együtt veszik fel a harcot a démonok ellen.
N’astirh a Times Squarre siet, hogy „üdvözölje” a Sötét Gyermeket. Varázs leszakad a csapattól és akárhogy küzd ellene, sötét oldala egyre jobban elhatalmasodik felette. Ezalatt Artienak és Piócának sikerül megrongálnia a Taki által épített számítógépet, aminek hatására a pentagram ereje kezd meggyengülni és az X-Terminátorok is kiszabadulnak. Taki mini repülőket készít technomorfikus képességével és az X-Terminátorok elkezdik kiszabadítani a csecsemőket a pentagramból. Közben a S’ym és N’astirh közötti szövetség felbomlik és a két démon összecsap egymással, nem törődve az Új Mutánsokkal, akik az X-Terminátorok segítségére sietnek a csecsemők kiszabadításában. N’astirh szándékosan hagyja magát megfertőzni S’ym technóvírusával és elszívja S’ym erejét. Hogy hatalmát még nagyobbra növelje megpróbál egyesülni a mágikus számítógéppel, de Taki képességeit felhasználva újra darabjaira bontja és az felrobban. Az Új Mutánsok és az X-Terminátorok sikeresen megmentették az összes csecsemőt a pentagramból amitől az végképp összeomlik és a kapu a Limbó és a Föld között bezárul.
N’astirh azonban újraalkotja testét a robbanás után és démonszolgái átadják neki Chrisophert, Scott és Madelyne fiát. Az X-Faktor megpróbál harcba szállni a démonnal, de az a gyermekkel együtt a Koboldkirálynőhöz teleportál. Távolabb az X-Men és a Martalócok közötti harc áttevődik a felszínre, de Manhattan és lakosai akkorra már teljesen az Infernó hatása alá kerültek és ez alól az X-Men sem kivétel. Kolosszus, akit páncélja egyedüliként megóv a rontástól, megtudja egy démontól, hogy húga, Varázs trónfosztott lett. Kolossus elhagyja társait, hogy megkeresse őt. A démoni hatás eluralkodik a csapat többi tagja felett és legyilkolják szinte az összes Martalócot.
S’ym rátalál és megtámadja Varázst, akinek a testét mágikus páncélja már teljes egészében befedte. Magneto, aki a Pokoltűz Klub belső körével karöltve vette fel a harcot a démonok ellen, meglátja Kolosszust, de nem hiszi el, hogy valóban ő az, mivel korábban látta őt és az X-Men többi tagját meghalni. N’astirh megjelenik előttük és szövetséget kínál a Klubnak. A démonok a S’ym és Varázs közötti küzdelem helyszínére hurcolják Kolosszust, ahol Varázs szintén nem hisz a szemének, mivel ő is halottnak hiszi bátyját. Varázs szégyenében bátyja előtt, hogy démonná változott, elteleportál és az Új Mutánsok csak éppen hogy követni tudják. Kolosszus ott marad és harcba száll S’ymmel. Varázs ismét elszakad barátaitól és kezd róla meggyőződni, hogy a sorsa az, hogy démonná váljon. Barátai azonban nem adják fel és a szállító lemezek segítségével visszautaznak Limbó múltjába és magukkal ragadják a még megrontatlan hatéves Iljanát. A következő ugrásukkal Varázsnál landolnak aki végtelen haragjában meg akarja ölni ifjú énjét amiért „miatta” ez lett belőle. Farkasnak azonban sikerül meggyőznie, hogy még van választása. Iljana az ég felé hajítja lélekkardját és annak ereje S’ymet és a démonok nagy részét magával rántja a Limbóba. Varázs összeroskad. Kolosszus ekkor ér a helyszínre. Ő és az Új Mutánsok már azt hiszik, hogy Iljana meghalt, de mikor Kolosszus feltépi a páncélt megtalálják benne a Balesco mágiája által még megrontatlan kislány Iljánát.
Mindeközben a nebraskai árvaházban Madelyne megtudja Mr. Sinistertől, hogy ő valójában csak Jean Grey klónja, akit Sinister azért hozott létre, hogy kihordja Scott gyermekét, aki számításai szerint hatalmas erejű mutáns lesz. Madelyne dühe olyan hatalmassá nő, hogy kiszabadul Sinister fogságából. Ekkor megjelenik N’astirh Christoperrel és átadja a gyermeket Madelynének.

### A Koboldkirálynő
Madelyne a gyermekkel és N’astirhel rögtön Scotthoz teleportál. Scott meglepődik, hogy Madelyne életben van, hiszen korábban látta őt meghalni a többi X-Mennel együtt Dallasban. Madelyne Scottot és a többieket hibáztatja azért ami lett belőle és mivel Scott mindennél jobban szereti gyermekét fel akarja áldozni azt, hogy még több fájdalmat okozzon neki. Az X-Men csapata ekkor érkezik meg. Madelyne cselből leveti Koboldkirálynő alakját és visszaváltozik régi énjévé. Az X-Men tagjai, akik még mindig nem tudják, hogy az Infernóért nagyrészt maga Madelyne a felelős, azt hiszik, hogy Küklopsz és az X-Faktor tagjai el akarják venni Madelynétől a fiát. A két csapat megállíthatatlanul egymásnak ront, mivel az X-Faktor tagjai nem tudják, hogy valóban a halottnak hitt X-Men tagjaival ütköznek meg, az X-Men tagjai pedig azt hiszik, hogy az X-Faktor mutánsokat üldöz. A harc közben Madelyne visszaváltozik Koboldkirálynővé és N’astirhal a volt Empire State Building felé veszik az irányt, ahol majd a gyermeket fel akarják áldozni. Plazma, aki szerelmes Madelynébe, követi őket és teljesen a Koboldkirálynő hatása alá kerül. A két egymás ellen harcoló csapat Viharnak és Jeannek köszönhetően fegyverszünetet köt és Kolosszus is visszatér társaihoz. A két csapat közös támadást intéz N’astirh ellen és a démon techno-organikus gyengeségeit kihasználva sikerül elpusztítaniuk őt. Jégember és Vihar rövidzárlatot okoz N’astirh szerves áramköreiben, majd egy villámmal Vihar túltölti azokat aminek hatására N’astirh felrobban. A Koboldkirálynő eközben fogságba ejti Jeant és erőtérrel veszi körül magukat. Ezzel elkezdődik kettejük párbaja. Jean telepatikus kapcsolatot hoz létre kettejük között és megtudja, hogy Madelyne akkor kelt életre mikor az őt lemásoló Fönix Erő feláldozta magát a Holdon és új gazdatestként Madelynébe költözött, Jeannel való hasonlósága miatt. Kiderült, hogy Madelyne kezdettől fogva manipulálta az adatokat amiket az X-Men az X-Faktorról kapott, hogy amikor a két csapat találkozik az X-Men elpusztítsa Scottot és a társait. Madelyne utolsó erejét is felhasználva megpróbálja elpusztítani mindkét csapatot de nem jár sikerrel. Madelyne felemészti minden erejét és meghal és Jeant is majdnem magával rántja a köztük lévő telepatikus kapcsolat miatt. Ekkor a Főnix Erő elhagyja Madelyne testét Jean pedig visszafogadja magába. Madelyne halálával az Infernónak vége szakad és egész Manhattan visszaváltozik eredeti állapotába. Végső soron azonban Madelyne maga is csak Sinister egyik áldozata volt, ezért a két csapat elindul, hogy megkeressék őt.
A végső csatára Xavier professzor Tehetségkutató Iskolájában kerül sor ahol ádáz küzdelem után Küklopsz, legalábbis látszólag, megsemmisíti Sinistert. Az X-Menek visszatérnek Ausztráliába és a két csapat elválik.

### Kapcsolódó események

#### A Power Kölykök
A Power Kölykök az Infernó eseményei alatt régi ellenségükkel, Douglas Carmodyval, a „Mumussal” kerülnek szembe. Carmody szövetséget kötött N’astirh-al, hogy mutáns gyermekeket szerez neki, de mivel ezt nem teljesítette N’astirh valódi mumussá változtatta Carmodyt, aki rátámad a fiatal szuperhősökre. Carmody kényszeríti a gyerekeket, hogy felfedjék képességeiket a szüleik előtt és arra számít, hogy azok majd meggyűlölik őket, amiért azok „mások”. Carmody számítása azonban nem jön be és rájön, hogy ő maga vált szörnyeteggé, miközben a mutánsokat tartotta annak. A felismeréstől elborzadva leveti magát az Infernó lángtengerébe.
Másnap a gyerekek szülei megpróbálnak uralkodni magukon, de képtelenek elfogadni a tényt, hogy gyermekeik szuperképességekkel rendelkeznek. A Infernó végén, a károk felszámolása során a Power Kölykök találkoznak az Új Mutánsokkal és elmondják nekik a történteket. Mikor a gyerekek este hazaérnek a szüleik még rosszabb állapotban vannak mint reggel voltak. Hogy az fiatal szuperhősökön segítsenek az Új Mutánsok Délibáb illúzió-keltő képességét felhasználva elhitetik a szülőkkel, hogy az egész csak egy trükk volt Carmody megtévesztésére és, hogy a gyerekeiknek valójában nincsenek is szuperképességeik.

## Csapatfelállás az esemény idején
| X-Men - Vihar - Rozsomák - Vadóc - Plazma - Mázlista - Káprázat Új Mutánsok - Varázs - Farkas - Techno - Napfolt - Délibáb - Ágyugolyó - Gosamyr | X-Faktor - Küklopsz - Jean Grey - Jégember - Bestia - Arkangyal |

## Kiadványok
A különböző kiadványokban a történet nem mindig egymást követő epizódjai jelentek meg, egyesek hátrébb, mások előrébb tartottak a cselekményben. Pontos sorrendet ezért nem lehet felállítani mivel az események keresztezik egymást, egyik kiadvány hosszabb, míg másik rövidebb időt ölel fel. A fent olvasható leírás a történet gerincét képező kiadványok cselekményét foglalja magában, megközelítőleg folytonosan, az események bekövetkezésének sorrendjében.
| A történet fővonala - X-Terminators #1 - X-Terminators #2 - Uncanny X-Men #239 (Prológus) - Uncanny X-Men #240 - X-Factor #36 - X-Terminators #3 - X-Terminators #4 - New Mutants #71 - Uncanny X-Men #241 - X-Factor #37 - New Mutants #72 - Uncanny X-Men #242 - X-Factor #38 - New Mutants #73 - Uncanny X-Men #243 - X-Factor #39 - Mutant Misadventures of Cloak & Dagger #4 (Epilógus) | Kapcsolódó kiadványok - Amazing Spider-Man #311, 312, 313 - Avengers #298, 299, 300 - Damage Control (Vol. 1) #4 - Daredevil #262, 263, 265 - Excalibur #6, 7 - Fantastic Four #322, 323, 324 - Power Pack #42, 43, 44 - Spectacular Spider-Man #146, 147, 148 - Web of Spider-Man #47, 48 |

## Magyarországi megjelenés
Magyarországon a történet tíz része jelent meg az X-Men és a Marvel Extra lapjain 1995 októbere és 1996 áprilisa között. Ebben a kiadásban csak Uncanny X-Men-ben és az X-Factor-ban megjelent részek szerepeltek, de mivel ez a két kiadvány képviselte a fő vonalat a történet nagyjából egésznek tekinthető.
- 0. rész: Marvel Extra #17 (1995. október) – Uncanny X-Men #239
- 1. és 2. rész: X-Men #28 (1995. november) – Uncanny X-Men #240-241
- 3. rész: X-Men #29 (1995. december) – X-Factor #37
- 4. rész: Marvel Extra #18 (1995. december) – Uncanny X-Men #242
- 5. rész: X-Men #30 (1996. január) – Uncanny X-Men #242
- 6. rész: Marvel Extra #19 (1996. február) – X-Factor #38
- 7. és 8. rész: X-Men #31 (1996. március) – X-Factor #38 és Uncanny X-Men #243
- 9. rész: Marvel Extra #20 (1996. április) – X-Factor #39

## Tények és érdekességek
- Az X-Terminators első számában az Infernó első áldozata a temetőőr, Bill. A karakter kövér testalkatú, hosszú, ősz hajjal és szakálla, aki éppen egy Történetek a kriptából képregényt olvas, mikor figyelmes lesz a démonok érkezésére. A karakter egyértelműen William Gainest ábrázolja, aki egyik kiemelkedő alakja volt a horror-képregény műfajának.

- Szintén az X-Terminators első számában a temető az egyik sírkövén Frederick Wertham neve olvasható. Dr. Fredric Wertham egy német-amerikai pszichiáter volt aki a tömegmédia és a képregények fiatalokra gyakorolt káros hatását vizsgálta.

## Külső hivatkozások
Az Infernó a Marvel Comics oldalain